# Federico Verdugo
Federico Verdugo y Massieu (Santa Cruz de Tenerife, 1828-Madrid, 1901) fue un dibujante y militar español.

## Biografía
Nació en 1828, el día 21 de enero, en Santa Cruz de Tenerife.
En la Exposición pública celebrada en Canarias en el año 1862 fue premiado con medalla de plata por dos dibujos a pluma El Alcázar de Segovia y Una cabeza. Durante un tiempo vivió en Manila con su familia. En 1880, a su regreso del archipiélago, entregó al ministro de Ultramar un álbum que contenía numerosas vistas de edificios y paisajes de Filipinas. Contrajo matrimonio con Julia Bartlett, con quien tuvo como hijos, entre otros, al pintor Felipe Verdugo Bartlett y al poeta Manuel Verdugo Bartlett. Fallecido en Madrid en 1901, en el mes de abril, fue hermano del militar y político Domingo Verdugo y Massieu.